# Maria Blom
Maria Margareta Blom, född 28 februari 1971 i Täby i Stockholms län, är en svensk regissör, dramatiker och manusförfattare. Hon är bland annat känd för filmen Masjävlar från 2004.

## Biografi
Blom har skrivit och regisserat omkring tio pjäser, däribland  Rabarbers och Sårskorpor  samt Dr. Kokos Kärlekslaboratorium på Stockholms stadsteater och Under hallonbusken på Dramaten. Hon tilldelades 2002 ett av Stockholms stads kulturella hederspriser i konstformen Teater och mim för sina verk vid Stockholms Stadsteater/Backstage.
Under vintern 2002 regisserade hon långfilmen Fishy, som hon även skrivit manus till, en övningsfilm för att visa producenten Lars Jönsson att hon även kunde göra film. Den lades i malpåse och fick premiär först flera år senare.
Maria Blom bosatte sig i Falun 2004, dit hon flyttade i samband med Dalateaterns uppsättning av hennes teaterpjäs Masjävlar. Långfilmen Masjävlar är en bearbetning av pjäsen.
Hon är förlovad med frilansmusikern och kompositören Anders Nygårds. Han har komponerat musiken till Masjävlar och har även en liten roll i filmen som spelman. 

## Filmografi
- 2004 – Masjävlar, manus och regi
- 2007 – Nina Frisk, manus och regi
- 2008 – Fishy, manus och regi (filmades 2002)
- 2014 – Hallåhallå, manus och regi
- 2017 – Monky, regi

## Teater

### Regi
| År   | Produktion                              | Upphovsmän                           | Teater                   |
| ---- | --------------------------------------- | ------------------------------------ | ------------------------ |
|      | Älskling är jag hemma Home, I'm Darling | Laura Wade Översättning Sofia Fredén | Kulturhuset Stadsteatern |
| 1998 | Rabarbers                               | Maria Blom                           | Stockholms stadsteater   |
| 2000 | Sårskorpor                              | Maria Blom                           | Stockholms stadsteater   |
| 2000 | Kvadd                                   | Maria Blom                           | Helsingborgs Stadsteater |
| 2011 | Under hallonbusken                      | Maria Blom                           | Dramaten                 |